# Jan Janssen
Jan Janssen, właśc. Johannes Adrianus Janssen (ur. 19 maja 1940 w Nootdorp) – holenderski kolarz szosowy i torowy, dwukrotny medalista szosowych mistrzostw świata.

## Kariera
Janssen rozpoczął swoją karierę jako zawodowiec w 1962 roku i od razu zwyciężył w mistrzostwach Zurychu. Dwa lata później, jako 23-latek zdobył złoty medal w wyścigu ze startu wspólnego na mistrzostwach świata w Sallanches. Na rozgrywanych trzy lata później mistrzostwach świata w Heerlen był drugi. W zawodach tych lepszy był tylko Belg Eddy Merckx, a trzecie miejsce zajął Hiszpan Ramón Sáez. Wygrał też wyścig Paryż-Nicea w 1964 roku, Ronde van Nederland w 1965 roku, Brabantse Pijl i Bordeaux-Paryż w 1966 roku, Paryż-Roubaix Paryż-Luksemburg w 1967 roku, a dwa lata później był najlepszy w Grand Prix d’Isbergues. Ośmiokrotnie startował w Tour de France, wygrywając łącznie siedem etapów oraz trzykrotnie zdobywając zieloną koszulkę dla najlepszego sprintera (1964, 1965, 1967). W klasyfikacji generalnej był między innymi pierwszy w 1968 roku, drugi w 1966 roku oraz piąty rok później. Jego zwycięstwo w Tourze jest do dziś drugim pod względem najmniejszej różnicy czasów między zwycięzcą a drugim zawodnikiem. W 1967 roku pierwszy Holender w historii wygrał Vuelta a España, przy tym wygrywając też klasyfikację punktową oraz jeden etap. Rok później w tym samym wyścigu był szósty w klasyfikacji generalnej, pierwszy w punktowej oraz wygrał dwa etapy. W 1960 roku wystartował w wyścigu ze startu wspólnego podczas igrzysk olimpijskich w Rzymie, zajmując 58. pozycję. Startował także w kolarstwie torowym, ale bez większych sukcesów. W 1973 roku zakończył karierę.